# 1899年
1899年（1899 ねん）は、西暦（グレゴリオ暦）による、日曜日から始まる平年。明治32年。

## 他の紀年法
- 干支 : 己亥
- 日本（月日は一致）
  - 明治32年
  - 皇紀2559年
- 清 : 光緒24年11月20日 - 光緒25年11月29日
- 朝鮮（月日は一致）
  - 大韓帝国 : 光武3年
  - 檀紀4232年
- 阮朝（ベトナム） : 成泰10年11月20日 - 成泰11年11月29日
- 仏滅紀元：2441年 - 2442年
- イスラム暦 : 1316年8月18日 - 1317年8月27日
- ユダヤ暦：5659年4月19日 - 5660年4月29日
- 修正ユリウス日(MJD) : 14655 - 15019
- リリウス日(LD) : 115496 - 115860

## カレンダー
| 1月 |    |    |    |    |    |    |
| 日  | 月 | 火 | 水 | 木 | 金 | 土 |
| 1   | 2  | 3  | 4  | 5  | 6  | 7  |
| 8   | 9  | 10 | 11 | 12 | 13 | 14 |
| 15  | 16 | 17 | 18 | 19 | 20 | 21 |
| 22  | 23 | 24 | 25 | 26 | 27 | 28 |
| 29  | 30 | 31 |    |    |    |    |
|     |    |    |    |    |    |    |

| 2月 |    |    |    |    |    |    |
| 日  | 月 | 火 | 水 | 木 | 金 | 土 |
|     |    |    | 1  | 2  | 3  | 4  |
| 5   | 6  | 7  | 8  | 9  | 10 | 11 |
| 12  | 13 | 14 | 15 | 16 | 17 | 18 |
| 19  | 20 | 21 | 22 | 23 | 24 | 25 |
| 26  | 27 | 28 |    |    |    |    |
|     |    |    |    |    |    |    |

| 3月 |    |    |    |    |    |    |
| 日  | 月 | 火 | 水 | 木 | 金 | 土 |
|     |    |    | 1  | 2  | 3  | 4  |
| 5   | 6  | 7  | 8  | 9  | 10 | 11 |
| 12  | 13 | 14 | 15 | 16 | 17 | 18 |
| 19  | 20 | 21 | 22 | 23 | 24 | 25 |
| 26  | 27 | 28 | 29 | 30 | 31 |    |
|     |    |    |    |    |    |    |

| 4月 |    |    |    |    |    |    |
| 日  | 月 | 火 | 水 | 木 | 金 | 土 |
|     |    |    |    |    |    | 1  |
| 2   | 3  | 4  | 5  | 6  | 7  | 8  |
| 9   | 10 | 11 | 12 | 13 | 14 | 15 |
| 16  | 17 | 18 | 19 | 20 | 21 | 22 |
| 23  | 24 | 25 | 26 | 27 | 28 | 29 |
| 30  |    |    |    |    |    |    |
|     |    |    |    |    |    |    |

| 5月 |    |    |    |    |    |    |
| 日  | 月 | 火 | 水 | 木 | 金 | 土 |
|     | 1  | 2  | 3  | 4  | 5  | 6  |
| 7   | 8  | 9  | 10 | 11 | 12 | 13 |
| 14  | 15 | 16 | 17 | 18 | 19 | 20 |
| 21  | 22 | 23 | 24 | 25 | 26 | 27 |
| 28  | 29 | 30 | 31 |    |    |    |
|     |    |    |    |    |    |    |

| 6月 |    |    |    |    |    |    |
| 日  | 月 | 火 | 水 | 木 | 金 | 土 |
|     |    |    |    | 1  | 2  | 3  |
| 4   | 5  | 6  | 7  | 8  | 9  | 10 |
| 11  | 12 | 13 | 14 | 15 | 16 | 17 |
| 18  | 19 | 20 | 21 | 22 | 23 | 24 |
| 25  | 26 | 27 | 28 | 29 | 30 |    |
|     |    |    |    |    |    |    |

| 7月 |    |    |    |    |    |    |
| 日  | 月 | 火 | 水 | 木 | 金 | 土 |
|     |    |    |    |    |    | 1  |
| 2   | 3  | 4  | 5  | 6  | 7  | 8  |
| 9   | 10 | 11 | 12 | 13 | 14 | 15 |
| 16  | 17 | 18 | 19 | 20 | 21 | 22 |
| 23  | 24 | 25 | 26 | 27 | 28 | 29 |
| 30  | 31 |    |    |    |    |    |
|     |    |    |    |    |    |    |

| 8月 |    |    |    |    |    |    |
| 日  | 月 | 火 | 水 | 木 | 金 | 土 |
|     |    | 1  | 2  | 3  | 4  | 5  |
| 6   | 7  | 8  | 9  | 10 | 11 | 12 |
| 13  | 14 | 15 | 16 | 17 | 18 | 19 |
| 20  | 21 | 22 | 23 | 24 | 25 | 26 |
| 27  | 28 | 29 | 30 | 31 |    |    |
|     |    |    |    |    |    |    |

| 9月 |    |    |    |    |    |    |
| 日  | 月 | 火 | 水 | 木 | 金 | 土 |
|     |    |    |    |    | 1  | 2  |
| 3   | 4  | 5  | 6  | 7  | 8  | 9  |
| 10  | 11 | 12 | 13 | 14 | 15 | 16 |
| 17  | 18 | 19 | 20 | 21 | 22 | 23 |
| 24  | 25 | 26 | 27 | 28 | 29 | 30 |
|     |    |    |    |    |    |    |

| 10月 |    |    |    |    |    |    |
| 日   | 月 | 火 | 水 | 木 | 金 | 土 |
| 1    | 2  | 3  | 4  | 5  | 6  | 7  |
| 8    | 9  | 10 | 11 | 12 | 13 | 14 |
| 15   | 16 | 17 | 18 | 19 | 20 | 21 |
| 22   | 23 | 24 | 25 | 26 | 27 | 28 |
| 29   | 30 | 31 |    |    |    |    |
|      |    |    |    |    |    |    |

| 11月 |    |    |    |    |    |    |
| 日   | 月 | 火 | 水 | 木 | 金 | 土 |
|      |    |    | 1  | 2  | 3  | 4  |
| 5    | 6  | 7  | 8  | 9  | 10 | 11 |
| 12   | 13 | 14 | 15 | 16 | 17 | 18 |
| 19   | 20 | 21 | 22 | 23 | 24 | 25 |
| 26   | 27 | 28 | 29 | 30 |    |    |
|      |    |    |    |    |    |    |

| 12月 |    |    |    |    |    |    |
| 日   | 月 | 火 | 水 | 木 | 金 | 土 |
|      |    |    |    |    | 1  | 2  |
| 3    | 4  | 5  | 6  | 7  | 8  | 9  |
| 10   | 11 | 12 | 13 | 14 | 15 | 16 |
| 17   | 18 | 19 | 20 | 21 | 22 | 23 |
| 24   | 25 | 26 | 27 | 28 | 29 | 30 |
| 31   |    |    |    |    |    |    |
|      |    |    |    |    |    |    |

## できごと

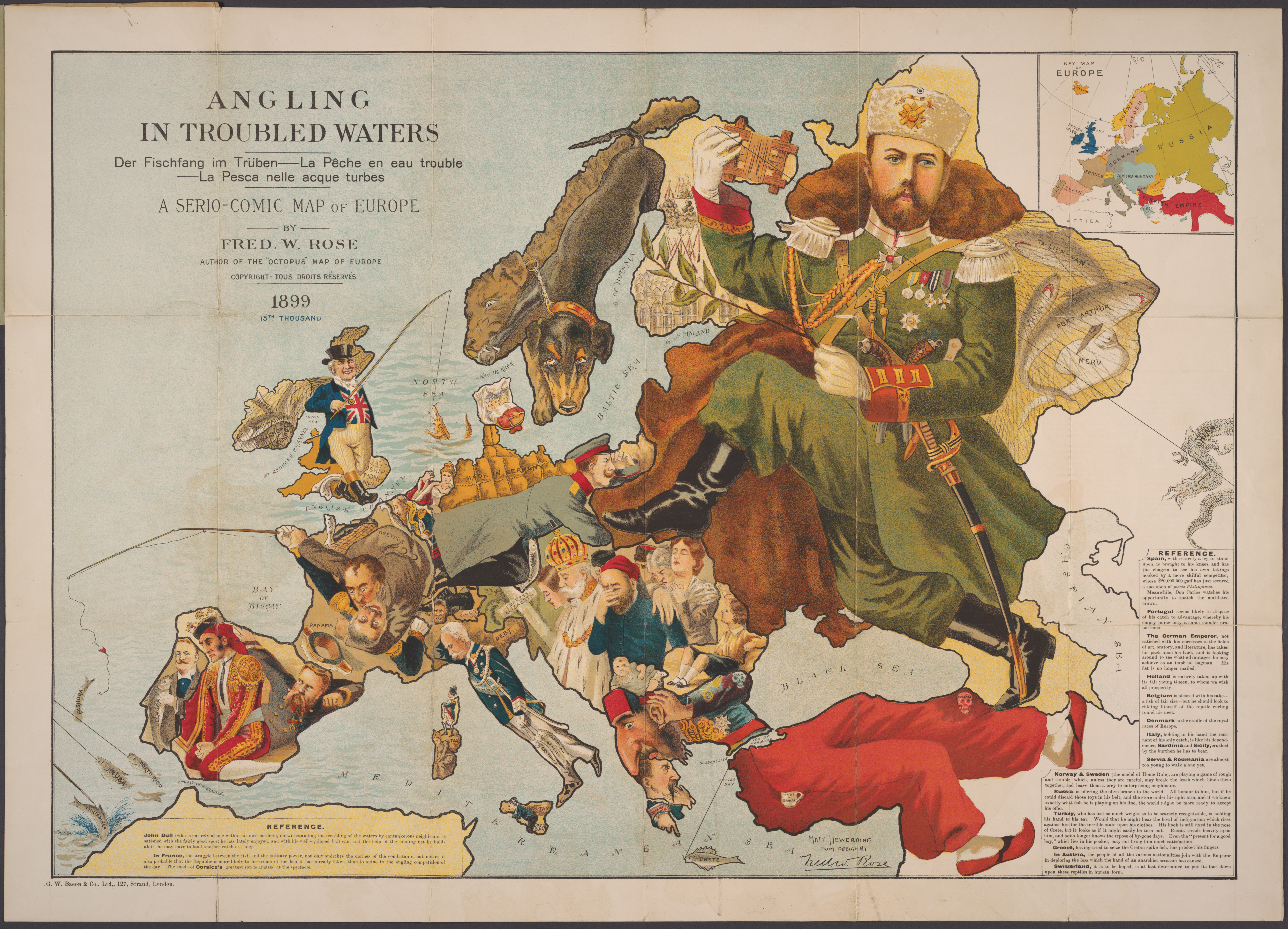
「1899年ヨーロッパ風刺地図」（1899年）フレッド・W・ローズ筆　コーネル大学図書館蔵

### 1月
- 1月1日 - クイーンズ郡とスタテン島がニューヨーク市に合併。
- 1月3日 - 「ニューヨーク・タイムズ」紙の社説において、「自動車（automobile）」という単語が使用される（確認できる最も古い例）。
- 1月17日 - アメリカ合衆国がウェーク島を併合。
- 1月19日 - 英埃領スーダンの成立（イギリスとエジプトによるスーダン支配の開始）。
- 1月19日 - 勝海舟赤坂氷川の自宅にて没。
- 1月21日 - ドイツの自動車メーカー・オペルが操業開始。
- 1月22日 - オーストラリアの6つの植民地代表がメルボルンで会合。
- 1月23日 - フィリピン共和国政府を樹立し、フィリピン革命は頂点に達した。
- クウェートがイギリスの保護国となる。

### 2月
- 2月1日 - 東京・大阪間に電話開通
- 2月2日 - オーストラリアの州知事会議は、首都をメルボルンとシドニーの間におくことに合意（現在のキャンベラ）。
- 2月4日 - フィリピンのマニラで暴動が発生（米比戦争の開戦）。
- 2月6日 - アメリカ合衆国上院において、米西戦争の講和条約が批准される。
- 2月7日 - 中学校令改正、実業学校令公布
- 2月8日 - 高等女学校令公布

### 3月
- 3月2日 - ワシントン州のレーニア山国立公園が設立される。
- 3月2日 - 北海道旧土人保護法公布。
- 3月5日 - 現存している日本最古の星空の乾板写真。とも座の方角を撮影したもの。
- 3月6日 - バイエル社がアスピリンを商標登録する。

### 4月
- 4月3日 - 横浜港を2月18日に出港した日本人790人が「佐倉丸」でペルー・アンコン港に上陸。これは、日本から南米への初の公式移民団であり、主に契約労働者としてサトウキビ農園や鉄道建設などに従事するためのものであった。
- 4月18日 - 日本、ベルヌ条約に加盟する。

### 5月
- 5月18日 - ロシア皇帝ニコライ2世の提唱によりオランダのハーグで第1回平和会議が開催された。

### 6月
- 6月12日 - 阪神電気鉄道の前身、摂津電気鉄道株式会社が設立される。
- 6月15日 - 福岡県の豊国炭鉱でガス爆発事故が発生。死者210名。
- 6月20日 - 東京の歌舞伎座で、国産第一号の活動写真『芸者の手踊り』が上映される。
- 6月27日 - A・E・J・コリンズがクリケットの史上最高得点記録（628点）を樹立（試合開始6月22日）

### 7月
- 7月14日 - ボリビア領だったアクレ州が独立を宣言。後にブラジルが介入してアクレ紛争となり、アクレ州は1903年にブラジル領となる。
- 7月17日 - 日本電気（通称NEC）が設立される。
- 7月21日
  - 布引丸事件。フィリピン独立革命のための物資を積んだ船が東シナ海で沈没する。
  - ニューヨーク市で、1899年の新聞少年ストライキ始まる。同年8月2日終結。
- 7月29日 - 第1回ハーグ平和会議が終了し、ハーグ陸戦条約が締結される。

### 8月
- 8月15日 - 森永太一郎によって森永西洋菓子製造所（森永製菓の前身）が創業。
- 8月27日 - 東武鉄道の北千住-久喜間開業。
- 8月28日 - 台風により別子大水害が発生。土石流により513名以上が死亡。

### 9月
- 9月19日 - アルフレド・ドレフュスが釈放される。

### 10月
- 10月11日 - 第二次ボーア戦争が開戦。
- 10月18日 - コロンビアで千日戦争勃発。

### 11月
- 11月20日 - 第14議会召集。

- 11月29日 - スペインのサッカークラブFCバルセロナが創設される。

### 12月
- 12月2日 - 米比戦争: ティラード・パスの戦い

- 12月16日 - イタリアのサッカークラブACミランが創設される。

- 12月19日 - 福井銀行設立
- 12月26日頃 - ボーア戦争: マフェキングの戦いが始まる。翌1900年5月11日までの217日にわたる包囲戦の末、イギリスの優位が確定。

### 日付不明
- 日本に初めてペストが侵入
- ダフィット・ヒルベルトが、現代的な幾何学の概念を築いた著書『幾何学の基礎』を出版。

## 誕生

### 1月
- 1月7日 - フランシス・プーランク、フランスの作曲家（+ 1963年）
- 1月8日 - ソロモン・バンダラナイケ、政治家、セイロン第4代首相（+ 1959年）
- 1月11日 - 横田正俊、第4代最高裁判所長官（+ 1984年）
- 1月12日 - パウル・ヘルマン・ミュラー、スイスの化学者（+ 1965年）
- 1月13日 - 田谷力三、オペラ歌手（+ 1988年）
- 1月15日 - 赤尾敏、日本の政治家、大日本愛国党初代総裁（+ 1990年）
- 1月17日 - アル・カポネ、アメリカ合衆国のギャング（+ 1947年）
- 1月17日 - ネヴィル・シュート、イギリスの小説家（+ 1960年）
- 1月20日 - 高柳健次郎、日本の工学者、「日本のテレビの父」（+ 1990年）
- 1月20日 - アレクサンドル・チェレプニン、ロシアの作曲家（+ 1977年）
- 1月20日 - 徳永直、小説家（+ 1958年）
- 1月23日 - 堀田庄三、銀行家（+ 1990年）
- 1月23日 - 林正之助、吉本興業元会長・社長（+ 1991年）
- 1月28日 - 尾高朝雄、法学者（+ 1956年）
- 1月30日 - 佐藤得二、日本の小説家（+ 1970年）

### 2月
- 2月2日 - 東畑精一、経済学者・農学者（+ 1983年）
- 2月3日 - 老舍、中国の小説家（+ 1966年）
- 2月6日 - ラモン・ノヴァロ、メキシコの俳優（+ 1968年）
- 2月10日 - 田河水泡、日本の漫画家（+ 1989年）
- 2月10日 - 阿波野青畝、俳人（+ 1992年）
- 2月11日 - 山手樹一郎、日本の小説家（+ 1978年）
- 2月13日 - 宮本百合子、日本の小説家・評論家（+ 1951年）
- 2月15日 - ジョルジュ・オーリック、フランスの作曲家（+ 1983年）
- 2月19日 - ルーチョ・フォンタナ、美術家・画家・彫刻家（+ 1968年）
- 2月22日 - デチコ・ウズノフ、ブルガリアの画家（+ 1986年）
- 2月23日 - エーリッヒ・ケストナー、ドイツの小説家（+ 1974年）
- 2月26日 - 島田清次郎、日本の小説家（+ 1930年）
- 2月27日 - チャールズ・ベスト、カナダの医学者（+ 1978年）
- 2月27日 - マックス・クラウゼン、ドイツの無線技士・ゾルゲ諜報団のメンバー（+ 1979年）
- 2月27日 - 森岩雄、東宝相談役（+ 1979年）

### 3月
- 3月6日 - 宮沢俊義、法学者（+ 1976年）
- 3月7日 - 石川淳、日本の小説家（+ 1987年）
- 3月7日 - チャールズ・ソーンスウェイト、アメリカ合衆国の地理学者（+ 1963年）
- 3月11日 - フレゼリク9世、デンマークの国王（+ 1972年）
- 3月13日 - ジョン・ヴァン・ヴレック、アメリカ合衆国の物理学者（+ 1980年）
- 3月21日 - 水島三一郎、化学者（+ 1983年）
- 3月22日 - エリアナ・パヴロワ、バレリーナ（+ 1941年）
- 3月29日 - ラヴレンチー・ベリヤ、ソビエト連邦の政治家（+ 1953年）

### 4月
- 4月3日 - マリーア・レダエッリ＝グラノーリ、元イタリア及びヨーロッパ最高齢の人物（+ 2013年）
- 4月3日 - 関根正二、洋画家（+ 1919年）
- 4月5日 - 寿々木米若、浪曲師（+ 1979年）
- 4月7日 - ロベール・カサドシュ、フランスのピアニスト、作曲家（+ 1972年）
- 4月13日 - アルフレッド・シュッツ、社会学者（+ 1959年）
- 4月23日 - ベルティル・オリーン、スウェーデンの経済学者（+ 1979年）
- 4月23日 - 代田稔、日本の実業家、ヤクルトの開発者・実質的創業者（+ 1982年）
- 4月23日 - ウラジーミル・ナボコフ、ロシア生まれのアメリカの小説家、詩人（+ 1977年）
- 4月24日 - オスカー・ザリスキ、ロシア生まれのアメリカの数学者（+ 1986年）
- 4月26日 - ジョセフ・フックス、ヴァイオリニスト（+ 1997年）
- 4月28日 - 千田正、日本の政治家（+ 1983年）
- 4月29日 - デューク・エリントン、アメリカ合衆国のジャズ・ピアニスト（+ 1974年）
- 4月29日-久松定武、愛媛県知事、参議院議員、貴族院議員、松山藩主久松家後裔(+1995年)

### 5月
- 5月4日 - 笹川良一、日本の政治家、社会運動家（+ 1995年）
- 5月8日 - フリードリヒ・ハイエク、オーストリアの経済学者（+ 1992年）
- 5月10日 - フレッド・アステア、アメリカ合衆国の俳優・ダンサー・歌手（+ 1987年）
- 5月10日 - 張大千、画家（+ 1983年）
- 5月14日 - アール・コームス、メジャーリーガー（+ 1976年）
- 5月15日 - ウィリアム・ヒューム＝ロザリー、イギリスの金属学者（+ 1968年）
- 5月18日 - 広沢虎造 (2代目)、浪曲師（+ 1964年）
- 5月23日 - ジェラレアン・タリー、元世界最高齢の女性（+ 2015年[1]）
- 5月24日 - セザンヌ・ランラン、フランスのテニス選手（+ 1938年）
- 5月24日 - アンリ・ミショー、詩人・画家（+ 1984年）
- 5月31日 - 赤間文三、元大阪府知事（+ 1973年）

### 6月
- 6月1日 - エドワード・チャールズ・ティッチマーシュ、イギリスの数学者（+ 1963年）
- 6月5日 - オーティス・バートン、探検家・発明家・俳優（+ 1992年）
- 6月3日 - 渡辺邦男、映画監督（+ 1981年）
- 6月13日 - カルロス・チャベス、メキシコの作曲家、指揮者（+ 1978年）
- 6月14日 - 川端康成、日本の小説家（+ 1972年）

### 7月
- 7月5日 - マルセル・アシャール、フランスの劇作家（+ 1974年）
- 7月6日 - スザンナ・マシャット・ジョーンズ、元世界最高齢者（+ 2016年）
- 7月7日 - ジョージ・キューカー、アメリカ合衆国の映画監督（+ 1983年）
- 7月11日 - エルウィン・ブルックス・ホワイト、アメリカ合衆国のエッセイスト（+ 1985年）
- 7月15日 - ショーン・レマス、アイルランドの政治家、第6代首相（+ 1971年）
- 7月17日 - ジェームズ・キャグニー、アメリカ合衆国の俳優（+ 1986年）
- 7月21日 - ハート・クレイン、アメリカ合衆国の詩人（+ 1932年）
- 7月21日 - アーネスト・ヘミングウェイ、アメリカ合衆国の小説家（+ 1961年）
- 7月22日 - ソブーザ2世、スワジランドの第7代国王（+ 1982年）
- 7月22日 - ヴォルフガンク・メッツガー、ドイツの心理学者（+ 1979年）
- 7月23日 - グスタフ・ハイネマン、ドイツの政治家、連邦大統領（+ 1976年）
- 7月30日 - ジェラルド・ムーア、イギリスのピアニスト（+ 1987年）
- 7月30日 - 木内信胤、経済評論家（+ 1993年）
- コンスタンディノス・ツァツォス、ギリシアの外交官・政治家、大統領（+ 1987年）

### 8月
- 8月1日 - ジミー・エンジェル、飛行家（+ 1956年）
- 8月2日 - ビル・ロバーツ、映画監督（+ 1974年）
- 8月5日 - 壺井栄、日本の小説家・詩人（+ 1967年）
- 8月9日 - パメラ・トラバース、児童文学作家（+ 1996年）
- 8月10日 - 小室達、彫刻家（+ 1953年）
- 8月13日 - アルフレッド・ヒッチコック、イギリスの映画監督（+ 1980年）
- 8月23日 - 木川田一隆、経営者・財界人（+ 1977年）
- 8月24日 - ホルヘ・ルイス・ボルヘス[2]、アルゼンチンの小説家・詩人（+ 1986年）
- 8月28日 - 張勉、大韓民国の政治家、第2代・第7代国務総理（+ 1966年）
- 8月28日 - シャルル・ボワイエ、俳優（+ 1978年）

### 9月
- 9月7日 - 渡辺政之輔、労働運動家・政治活動家（+ 1928年）
- 9月9日 - ブラッサイ、ハンガリー生まれのフランスの写真家（+ 1984年）
- 9月9日 - ウェイト・ホイト、アメリカ合衆国の野球選手（+ 1984年）

### 10月
- 10月1日 - 川口松太郎[3]、日本の小説家（+ 1985年）
- 10月3日 - 山口華揚、日本画家（+ 1984年）
- 10月3日 - ルイス・イェルムスレウ、言語学者（+ 1965年）
- 10月19日 - ミゲル・アンヘル・アストゥリアス、グアテマラの小説家（+ 1974年）
- 10月19日 - 山本豊市、彫刻家（+ 1987年）
- 10月19日 - 仁田勇、物理化学者（+ 1984年）

### 11月
- 11月3日 - シェレシュ・レジェー、ピアニスト・作曲家（+ 1968年）
- 11月10日 - 進藤英太郎、俳優（+ 1977年）
- 11月11日 - 奥野信太郎、中国文学者・随筆家（+ 1968年）
- 11月11日 - パイ・トレイナー、メジャーリーガー（+ 1972年）
- 11月13日 - 水野成夫、実業家、元経団連理事（+ 1972年）
- 11月15日 - イスカンダル・ミルザ、パキスタンの政治家、初代大統領（+ 1969年）
- 11月18日 - ユージン・オーマンディ、ハンガリー生まれのアメリカの指揮者（+ 1985年）
- 11月19日 - 江上トミ、料理研究家（+ 1980年）
- 11月29日 - エンマ・モラーノ、世界最高齢だった人物（+ 2017年）
- 11月30日 - ハンス・クラーサ、作曲家・ホロコースト犠牲者(+ 1944年)

### 12月
- 12月2日 - ジョン・バルビローリ、イギリスの指揮者（+ 1970年）
- 12月3日 - 池田勇人、日本の政治家、第58・59・60代内閣総理大臣（+ 1965年）
- 12月4日 - 松井千枝子、女優（+ 1929年）
- 12月5日 - 古賀逸策、電気通信工学者（+ 1982年）
- 12月6日 - ジョッコ・コンラン、メジャーリーグ審判（+ 1989年）
- 12月9日 - ジャン・ド・ブリュノフ、フランスの作家、イラストレーター（+ 1937年）
- 12月16日 - ノエル・カワード、イギリスの俳優、脚本家、作曲家（+ 1973年）
- 12月21日 - 灘尾弘吉、日本の官僚・政治家、第61代衆議院議長（+ 1994年）
- 12月20日 - 高田稔、俳優（+ 1977年）
- 12月22日 - 立花大亀、臨済宗の僧侶（+ 2005年）
- 12月25日 - 尾崎一雄、日本の小説家（+ 1983年）
- 12月25日 - ハンフリー・ボガート、アメリカ合衆国の映画俳優（+ 1957年）
- 12月31日 - シルベストレ・レブエルタス、作曲家・指揮者・ヴァイオリニスト（+ 1940年）

## 死去

### 1月
- 1月16日 - 中村芝翫 (4代目)、歌舞伎役者（* 1831年）
- 1月19日 - 勝海舟、日本の武士、政治家（* 1823年）
- 1月29日 - アルフレッド・シスレー、フランスの画家（* 1839年）

### 2月
- 2月3日 - ヘアート・アドリアーンス・ブームハールト、史上初のスーパーセンテナリアン（* 1788年）
- 2月25日 - ポール・ジュリアス・ロイター、ロイター社創設者（* 1816年）

### 3月
- 3月14日 - ハイマン・シュタインタール、言語学者（* 1823年）
- 3月18日 - オスニエル・チャールズ・マーシュ[4]、アメリカ合衆国の古生物学者（* 1831年）
- 3月24日 - グスタフ・ヴィーデマン、ドイツの物理学者（* 1826年）

### 4月
- 4月20日 - シャルル・フリーデル、化学者（* 1832年）

### 5月
- 5月11日 - 川上操六、日本陸軍の参謀総長（* 1848年）
- 5月20日 - カルロッタ・グリジ、バレエダンサー（* 1819年）
- 5月25日 - ローザ・ボヌール、画家・彫刻家（* 1822年）

### 6月
- 6月3日 - ヨハン・シュトラウス2世、オーストリアの作曲家、指揮者（* 1825年）
- 6月10日 - エルネスト・ショーソン、フランスの作曲家（* 1855年）

### 7月
- 7月18日 - ホレイショ・アルジャー、アメリカ合衆国の小説家（* 1832年）
- 7月21日 - ロバート・グリーン・インガーソル、アメリカ合衆国の弁護士（* 1833年）

### 8月
- 8月5日 - ウィリアム・K・バートン、お雇い外国人の技術者（* 1856年)
- 8月7日 - 矢田部良吉、日本の植物学者 (* 1851年）
- 8月16日 - ロベルト・ブンゼン、ドイツの化学者（* 1811年）

### 9月
- 9月2日 - アーネスト・レンショー、テニス選手（* 1861年）
- 9月28日 - ジョヴァンニ・セガンティーニ、画家（* 1858年）

### 10月
- 10月2日 - エマ・ハーディング・ブリテン、心霊主義運動家（* 1823年）
- 10月5日 - ジェイムズ・ハーラン、第8代アメリカ合衆国内務長官（* 1820年）

### 11月
- 11月10日 - ナサニエル・E・グリーン、画家・天文学者（* 1823年）
- 11月21日 - ギャレット・A・ホーバート、アメリカ合衆国の政治家、第24代アメリカ合衆国副大統領（* 1844年）

### 12月
- 12月12日 - 池田茂政、第9代岡山藩主（* 1839年）
- 12月21日 - シャルル・ラムルー、指揮者（* 1834年）
- 12月22日 - ヒュー・グローヴナー、初代ウェストミンスター公爵（* 1825年）